# Lieusaint (Sena i Marne)
Lieusaint és un municipi francès, situat al departament de Sena i Marne i a la regió de Illa de França. L'any 2007 tenia 9.783 habitants.
Forma part del cantó de Combs-la-Ville, del districte de Melun i de la Comunitat d'aglomeració Grand Paris Sud Seine-Essonne-Sénart.

## Demografia

### Població
El 2007 la població de fet de Lieusaint era de 9.783 persones. Hi havia 3.380 famílies, de les quals 915 eren unipersonals (459 homes vivint sols i 456 dones vivint soles), 524 parelles sense fills, 1.554 parelles amb fills i 387 famílies monoparentals amb fills.
La població ha evolucionat segons el següent gràfic:
Habitants censats

### Habitatges
El 2007 hi havia 3.750 habitatges, 3.426 eren l'habitatge principal de la família, 31 eren segones residències i 293 estaven desocupats. 2.066 eren cases i 1.593 eren apartaments. Dels 3.426 habitatges principals, 1.721 estaven ocupats pels seus propietaris, 1.670 estaven llogats i ocupats pels llogaters i 35 estaven cedits a títol gratuït; 475 tenien una cambra, 439 en tenien dues, 505 en tenien tres, 853 en tenien quatre i 1.154 en tenien cinc o més. 2.706 habitatges disposaven pel capbaix d'una plaça de pàrquing. A 1.622 habitatges hi havia un automòbil i a 1.260 n'hi havia dos o més.

### Piràmide de població
La piràmide de població per edats i sexe el 2009 era:
| Homes | Edats   | Dones |
| ----- | ------- | ----- |
| 4     | 95 o +  | 0     |
| 8     | 90 a 94 | 16    |
| 24    | 85 a 89 | 12    |
| 4     | 80 a 84 | 12    |
| 16    | 75 a 79 | 36    |
| 20    | 70 a 74 | 20    |
| 28    | 65 a 69 | 40    |
| 28    | 60 a 64 | 32    |
| 64    | 55 a 59 | 44    |
| 168   | 50 a 54 | 116   |
| 284   | 45 a 49 | 264   |
| 308   | 40 a 44 | 356   |
| 256   | 35 a 39 | 272   |
| 248   | 30 a 34 | 364   |
| 220   | 25 a 29 | 252   |
| 224   | 20 a 24 | 204   |
| 384   | 15 a 19 | 328   |
| 348   | 10 a 14 | 360   |
| 272   | 5 a 9   | 320   |
| 248   | 0 a 4   | 184   |

## Economia
El 2007 la població en edat de treballar era de 6.910 persones, 5.317 eren actives i 1.593 eren inactives. De les 5.317 persones actives 4.963 estaven ocupades (2.615 homes i 2.348 dones) i 353 estaven aturades (148 homes i 205 dones). De les 1.593 persones inactives 193 estaven jubilades, 948 estaven estudiant i 452 estaven classificades com a «altres inactius».

### Ingressos
El 2009 a Lieusaint hi havia 3.403 unitats fiscals que integraven 10.230 persones, la mediana anual d'ingressos fiscals per persona era de 19.654,5 €.

### Activitats econòmiques
Dels 460 establiments que hi havia el 2007, 3 eren d'empreses extractives, 3 d'empreses alimentàries, 5 d'empreses de fabricació de material elèctric, 2 d'empreses de fabricació d'elements pel transport, 6 d'empreses de fabricació d'altres productes industrials, 37 d'empreses de construcció, 185 d'empreses de comerç i reparació d'automòbils, 45 d'empreses de transport, 34 d'empreses d'hostatgeria i restauració, 12 d'empreses d'informació i comunicació, 14 d'empreses financeres, 24 d'empreses immobiliàries, 38 d'empreses de serveis, 39 d'entitats de l'administració pública i 13 d'empreses classificades com a «altres activitats de serveis».
Dels 94 establiments de servei als particulars que hi havia el 2009, 2 eren oficines d'administració d'Hisenda pública, 1 oficina del servei públic d'ocupació, 1 oficina de correu, 9 oficines bancàries, 6 tallers de reparació d'automòbils i de material agrícola, 3 autoescoles, 1 paleta, 6 guixaires pintors, 4 fusteries, 8 lampisteries, 8 electricistes, 3 empreses de construcció, 6 perruqueries, 3 agències de treball temporal, 23 restaurants, 7 agències immobiliàries, 2 tintoreries i 1 saló de bellesa.
Dels 109 establiments comercials que hi havia el 2009, 1 era, 1 un hipermercat, 1 una botiga de més de 120 m², 3 fleques, 1 una carnisseria, 4 llibreries, 57 botigues de roba, 7 botigues d'equipament de la llar, 7 sabateries, 2 botigues d'electrodomèstics, 4 botigues de material esportiu, 3 botigues de material de revestiment de parets i terra, 7 perfumeries, 9 joieries i 2 floristeries.
L'any 2000 a Lieusaint hi havia 5 explotacions agrícoles.

## Equipaments sanitaris i escolars
El 2009 hi havia 1 centre de salut i 3 farmàcies.
El 2009 hi havia 3 escoles maternals i 4 escoles elementals. Lieusaint disposava de 2 col·legis d'educació secundària amb 588 alumnes. Disposava de 4 centres universitaris, dels quals 3 eren unitats de formació universitària i recerca i 1 un institut universitari.

## Poblacions més properes
El següent diagrama mostra les poblacions més properes.